# Frank Montaldi
Frank Montaldi (data de nascimento e morte desconhecidos) foi um ciclista olímpico estadunidense. Representou sua nação nos Jogos Olímpicos de Verão de 1904.